# Єлизаветівка (Мар'їнська міська громада)
Єлизаве́тівка — село Мар'їнської міської громади Покровського району Донецької області, Україна. У селі мешкає 1380 людей.

## Загальні відомості
Розташоване на лівому березі р. Сухі Яли. Відстань до райцентру становить близько 20 км і проходить автошляхом місцевого значення.
У часи німецько-радянської війни 16 жовтня 1941 року німецькі війська окупували Єлизаветівку.

## Населення
За даними перепису 2001 року населення села становило 1380 осіб, із них 96,88 % зазначили рідною мову українську та 3,12 % — російську.